# جويس بالو غريغوريان
جويس بالو غريغوريان (بالإنجليزية: Joyce Ballou Gregorian)‏ (5 يوليو 1946 - 29 أبريل 1991)؛ روائية أمريكية.